# Jan Zaydel
Jan Zaydel, (Jan Seydel, Jan Seidel) (ur. ok. 1440 roku w Krośnie, zm. po 1524 roku) – bakałarz Akademii Krakowskiej, pisarz miejski krośnieński, patrycjusz i rajca miasta Krosna, domniemany autor tzw. Rocznika krośnieńskiego, opisującego losy XV-wiecznego Krosna.

## Życiorys
Nazwisko wskazuje na pochodzenie jego lub najbliższych mu przodków z kręgu społeczności niemieckiej, z czasem zupełnie spolonizowanej. Ludność taka znana była na polskim Podkarpaciu, w późnym średniowieczu. Zaydel wywodził się z mieszczańskiej rodziny krośnieńskiej, będącej elitą ówczesnego miasta. Ojciec Jana, Mikołaj, należąc do ludzi gruntownie wykształconych, był w połowie XV wieku pisarzem miejskim krośnieńskim.
Początki drogi życiowej Jana Zaydla związane są z rozpoczętymi w Akademii Krakowskiej w 1456 roku studiami, zakończonymi w 1461 roku, stopniem bakałarza. Po powrocie do Krosna pełnił on w latach 1461-1512 funkcję pisarza miejskiego, był także miejscowym nauczycielem, co równoznaczne było z prowadzeniem przez niego krośnieńskiej szkoły. Z kolei w latach 1498-1512 zasiadał w radzie miejskiej jako rajca. Ostatni raz słyszymy o nim w roku 1524.
W ciągu swojego życia Zaydel prowadził ożywione kontakty handlowe ze słowackim, a ówcześnie węgierskim Bardejowem. Zgromadził duży majątek, którym wdowa po nim Julianna zasiliła krośnieński przytułek dla ubogich. Majątek po mężu pozwolił jej także na zakup jednej z największych, dobrze wyposażonych, kamienic w rynku krośnieńskim. Kamienica ta nosiła nazwę Seydlowskiej.

## Twórczość
Najważniejszym osiągnięciem Jana Zaydla jest, wedle domniemań badaczy, pierwszy w dziejach Krosna rocznik, nazywany Rocznikiem krośnieńskim. Pochodzi on z początku XVI wieku i stanowi zapis najważniejszych wydarzeń z dziejów miasta w latach 1427-1498. Opracowywany najwcześniej od 1461 roku, charakteryzuje się nienagannym zapisem w języku łacińskim. Niestety jest to zapewne tylko fragment większej całości, niezachowanej do dziś.

## Życie rodzinne
Jan ożenił się ze wspomnianą Julianną, która nosiła w źródłach tytuł honesta matrona, zarezerwowany dla wdów po najznakomitszych patrycjuszach miasta. Pochodzenie Julianny nie jest znane. Wymienianie jej w korespondencji majątkowej Pawła z Krosna, w charakterze osoby szczególnie mu bliskiej, nasuwa przypuszczenia o pokrewieństwie łączącym ją i Pawła. Wiele wskazuje także na to, że Jan Zaydel był opiekunem Pawła z Krosna, a po śmierci jego matki wspólnie ze swoją żoną Julianną, sfinansował studia przyszłego humanisty, zarówno w Uniwersytecie w Gryfii w Niemczech jak i Krakowie. Julianna zmarła w 1532 roku. Małżeństwo Zaydlów najprawdopodobniej pozostało bezdzietne.